# 斯卡拉波塔

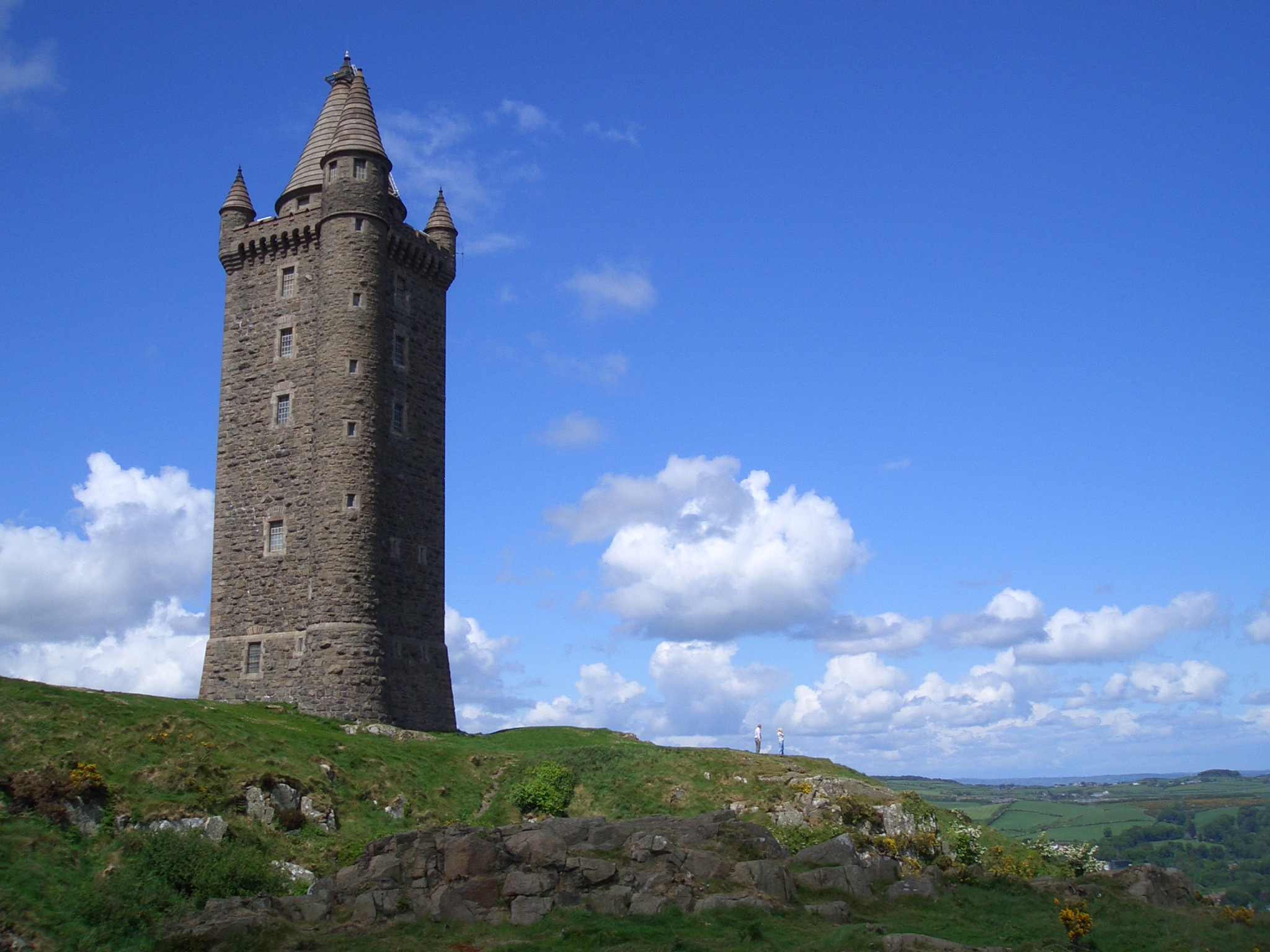
斯卡拉波塔

斯卡拉波塔（Scrabo Tower）是位於英國北愛爾蘭唐郡紐敦納茲以西的一座建築，也是當地著名的地標建築之一，地處海拔540英尺（160）處，高125英尺（38）。該塔建於1857年，現在開放給民眾參觀。